# آیزاک کونه
آیزاک کونه (فرانسوی: Isaac Koné‎؛ زادهٔ ۳ ژانویهٔ ۱۹۹۱) بازیکن فوتبال اهل ساحل عاج است.

## باشگاهی
از باشگاه‌هایی که در آن بازی کرده‌است می‌توان به باشگاه فوتبال موناکو اشاره کرد.

## تیم ملی
وی همچنین در تیم ملی فوتبال Ivory Coast U23 بازی کرده‌است.